# Aeroporto di Mosca-Tušino
L'Aeroporto di Mosca-Tušino (ICAO: UUUS) è un aeroporto situato nella parte nord-occidentale di Mosca, in Russia. L'Aeroporto di Mosca-Tušino è la base tecnica della compagnia aerea statale Club Aeronautico Nazionale Russo in nome di Čkalov (in russo: Национальный аэроклуб России им. Чкалова).

## Storia
L'Aeroporto Tušino è stato fondato nel 1935. 
Durante la guerra fredda, l'Aeroporto di Mosca-Tušino era la sede di parate militari che mostravano gli ultimi ritrovati dell'innovazione sovietica. Nel 1991 il Campo Volo di Tušino fu utilizzato per ospitare il concerto Monsters of Rock, con la partecipazione di AC/DC, Pantera e Metallica e un pubblico di circa un milione e mezzo di persone.

## Dati tecnici
L'Aeroporto di Mosca-Tušino è dotato attualmente di tre piste attive.
1. La prima pista attiva è di 1.300 m x 60 m con peso massimo al decollo consentito di 30 t.
2. La seconda pista attiva è di 1.300 m x 60 m con peso massimo al decollo consentito di 30 t.
3. La terza pista attiva è di 1.000 m x 60 m con peso massimo al decollo consentito di 30 t.

L'aeroporto di Tušino effettua attività di voli solo su prenotazione ed è aperto dalle 6:00 alle 17:00 (UTC +3/+4).

L'Aeroporto di Mosca-Tušino è stato attrezzato per l'atterraggio/decollo degli aerei Antonov An-2, Antonov An-3, Antonov An-24, Antonov An-26, Antonov An-30, Let L-410 e di tutti tipi degli aerei con motore a pistoni.

## Aeroporti di Mosca
- Aeroporto di Mosca-Bykovo
- Aeroporto di Mosca-Domodedovo
- Aeroporto di Mosca-Ostaf'evo
- Aeroporto di Mosca-Vnukovo
- Aeroporto di Mosca-Šeremet'evo